# Ferdynand Jacobi
Ferdynand Jacobi (ur. 7 kwietnia 1882 w Łęczycy, zm. 25 sierpnia 1941 w Auschwitz) – polski duchowny rzymskokatolicki, kanonik, prałat, katecheta, wykładowca, rektor Wyższego Seminarium Duchownego w Łodzi, urzędnik kościelny pełniący wiele rozmaitych funkcji.
Był synem Ferdynanda i Antoniny (z domu Trauteltów). W 1899 ukończył łęczyckie gimnazjum, po czym wstąpił do archidiecezjalnego warszawskiego Wyższego Seminarium Duchownego. Święcenia kapłańskie otrzymał 9 października 1904 w kościele Świętego Krzyża w Warszawie. Następnie, przez niespełna rok, był wikariuszem parafii św. Zygmunta w Słomczynie, oraz nauczycielem w gminnej szkole w Jeziornie. We wrześniu 1905 został przeniesiony do parafii Podwyższenia Świętego Krzyża w Łodzi. Kolejną jego placówką duszpasterską (przez kilka miesięcy, od lutego 1907) była parafia św. Augustyna w Warszawie. W lipcu 1907 trafił do parafii św. Mikołaja w Tarczynie.
We wrześniu 1908 został mianowany rektorem kościoła pw. św. Antoniego w Brzezinach. W lipcu 1910 otrzymał powołanie na proboszcza parafii Domaniew, gdzie pracował aż do 1912, gdy przeniesiono go do parafii w Błoniu Łęczyckim. W tym miejscu, przy pomocy parafian, udało mu się wybudować nowy kościół. W grudniu 1916 r. trafił do parafii św. Stanisława w Godzianowie.
Po utworzeniu archidiecezji łódzkiej, w 1921 na prośbę jej biskupa Wincentego Tymienieckiego i za zgodą warszawskiego metropolity, arcybiskupa Aleksandra Kakowskiego, Jacobi został przeniesiony do nowej diecezji. W łódzkim seminarium duchownym został ojcem duchownym i profesorem śpiewu liturgicznego i teologii ascetycznej. Ponadto, w kurii biskupiej powierzono mu funkcję skarbnika. Został też członkiem komisji konserwatorskiej.
Dnia 4 maja 1922 r. stał się najmłodszym kanonikiem nowo utworzonej Katedralnej Kapituły Łódzkiej.
Wiosną 1926, za zgodą ministra wyznań religijnych i oświecenia publicznego, został mianowany członkiem Komisji Mieszanej Konserwatorskiej dla Diecezji Łódzkiej.
Dnia 6 listopada 1926 r. powierzono mu funkcję proboszcza parafii św. Jacka w Piotrkowie Trybunalskim, celem zorganizowania w tym mieście nowej (wydzielonej z parafii świętego Jacka) parafii Najświętszego Serca Jezusowego (dalej: NSJ). W 1927 r., na skutek licznych obowiązków w Piotrkowie, ks. Jacobi zrezygnował z funkcji kanonika. Biskup łódzki rezygnację przyjął z opóźnieniem, bowiem oczekiwał na odpowiedź z Watykanu, gdzie poprosił papieża Piusa XI o nadanie ks. Jacobiemu tytułu prałata. Przychylna decyzja w Rzymie zapadła 11 listopada 1927 r.
W tym czasie ks. Jacobi wciąż czynił starania o pozyskanie placu pod budowę nowej świątyni w Piotrkowie. Po powołaniu do parafii NSJ nowego proboszcza, ks. Franciszka Psonki w 1928 r., pomagał mu w tworzeniu parafii.
W 1930, na skutek poważnej choroby ówczesnego rektora łódzkiego seminarium duchownego, ks. Jana Krajewskiego, został powołany do pełnienia tej funkcji. Nowe obowiązki objął 10 października 1930 r. Jeszcze w tym samym roku ks. Jacobi otrzymał także szereg funkcji kurialnych: został promotorem sprawiedliwości w łódzkim sądzie biskupim, egzaminatorem kapłanów z teologii pastoralnej i liturgiki, wizytatorem nauki religii w publicznych szkołach powszechnych miasta Łodzi oraz członkiem kurialnej Komisji rewizyjnej.
W 1932 ks. Jacobi zrezygnował z dalszego pełnienia funkcji rektora seminarium. Następnie biskup Tymieniecki powierzył mu posadę proboszcza parafii św. Anny w Łodzi. Niebawem został mianowany wiceoficjałem sądu biskupiego oraz członkiem Komisji do Spraw Dyscypliny w seminarium duchownym.
W styczniu 1933, na prośbę Związku Stowarzyszeń Śpiewaczych i Muzycznych Województwa Łódzkiego o przydzielenie jednego z łódzkich kapłanów, w charakterze kooptowanego członka Zarządu Związku, ordynariusz łódzki na funkcję tę mianował ks. Jacobiego. W listopadzie tego samego roku, za zgodą biskupa łódzkiego, ks. Jacobi został powołany na członka komisji konserwatorskiej miasta stołecznego Warszawy oraz województwa łódzkiego.
Po śmierci biskupa Tymienieckiego, kolejny łódzki ordynariusz, biskup Kazimierz Tomczak, mianował ks. Jacobiego wizytatorem V Miejskiego Domu Wychowawczego.
Przez następnego biskupa łódzkiego, Włodzimierza Jasińskiego, w 1938 ks. Jacobi powołany został na wicepostulatora procesu beatyfikacyjnego Wandy Malczewskiej.
W czasie okupacji niemieckiej (w marcu 1941), na skutek przechwycenia tajnej drukarni pisma podziemnego „Pochodnia”, ks. Jacobi, wraz z kilkoma innymi kapłanami, został aresztowany przez gestapo i osadzony w więzieniu przy ul. Sterlinga w Łodzi. Po kilkutygodniowym śledztwie został przewieziony do obozu koncentracyjnego Auschwitz, gdzie zginął po niespełna pół roku.